# Esthonychidae
De Esthonychidae zijn een familie van uitgestorven zoogdieren die leefden van het Vroeg-Tertiair tot het Eoceen.

## Beschrijving
Deze familie van herbivoren die kenmerken vertoonde van beren, behoorden tot de orde Tillodontia die zich snel ontwikkelden en verspreidden over Noord-Amerika, oostelijk Azië en Europa, waarna ze uitstierven en hun plaats werd ingenomen door andere zoogdieren.

## Indeling
- † Adapidium Young, 1937
- † Kuanchuanius Chow, 1963
- † Lofochaius Chow et al., 1973
- † Megalesthonyx Rose, 1971
- † Meiostylodon Wang, 1975
- † Plesiesthonyx Lemoine, 1891

Onderfamilie Esthonychinae Zittel & Schlosser, 1911
- † Esthonyx Cope, 1874

Onderfamilie Trogosinae Gazin, 1953
- † Tillodon Gazin, 1953
- † Trogosus Leidy, 1871